# گورستان مرجان بابا مراد ۳
قبرستان مرجان بابا مراد ۳ مربوط به عصر آهن I است و در شهرستان گیلانغرب، بخش مرکزی، دهستان حومه، ۱۰۰۰ متری جنوب غربی روستای مرجان بابا مراد واقع شده و این اثر در تاریخ ۲۶ اسفند ۱۳۸۷ با شمارهٔ ثبت ۲۵۷۴۵ به‌عنوان یکی از آثار ملی ایران به ثبت رسیده است.